# Пролом (роман)
«Пролом» (рос. «Брешь») — науково-фантастичний роман українського письменника-фантаста російського походження Вадима Чернишова. Написаний у 2012 році та виданий 2013 року у видавництві «Дух і літера». За жанровим спрямуванням твір є соціально-філософською фантастикою.

## Сюжет
На планеті Глотія править олігархічна кліка Тварюк. Панує найнеприглядніший капіталізм. Поширене узаконене рабство. Глотія нещодавно звільнилась від влади сусідньої Пронійської імперії, де панує авторитарно-мілітаристський режим. Глотія прагне до інтеграції з Конфедерацією Вільних Націй («Конфедерація жирних світів») — політичним утворенням, де панує відносна демократія і ринковий лібералізм.
Головні герої, два молоді курсанти з Глотії, несподівано дізнаються про існування на рідній планеті «Проломів» — ретрансляторів впливу з іншого виміру. З часом друзі отримують більше інформації про загадкові об'єкти і все, що з ними пов'язане. Виявляється, загробне життя існує — це так званий «вищий світ». Крім цього світу, є й інші світи — виміри, яких безліч. Наш світ — це витвір загадкових Творців. Одна їх частина, Посланці, вирішили полишити творіння і піти у свій основний вимір, не втручаючись у долю примітивного людського розуму, який тут виник. Інші творці, Вчителі, залишилися у матеріальному Всесвіті і стали своєрідними прогресорами, поводирями недостатньо розвинених людських цивілізацій. Поступово дискусія про шляхи розвитку людства стає дедалі гострішою, у неї втягуються мешканці все більшої кількості планет. Про існування Посланців і Вчителів дізнаються багато людей. Частина з них сприймає Учення Вчителів, частина починає єднатися самостійно, як того хочуть Посланці. Проте моральний рівень людей епохи галактичного капіталізму тільки падає. Не допомагає і Легіон — армада з сусідньої галактики, що прагне силою нав'язати людям Учення. Навіть Миротворці — люди з іншого кінця Всесвіту, що досягли висот технічного прогресу, нічого не змогли зробити з пропащою людською природою…

## Цікаві факти
Автор переконливо описує соціально-економічний та політичний устрій, що панує на різних планетах, при цьому за зразок беручи сучасні політичні реалії. Так, Глотія у загальних рисах нагадує Україну, Пронійська імперія — щось середнє між Російською Федерацією та Північною Кореєю, Конфедерація Вільних Націй прозоро натякає на ЄС, а Співдружність Темних Світів є усередненим образом ісламських режимів Сходу.
У повісті зображено серію народних виступів на Глотії, що нагадують демократичну революцію. Таким чином, Вадим Чернишов, фактично, передбачив Майдан та деякі інші події в Україні.